# William Bickerton
William Bickerton fue uno de los líderes del movimiento de los Santos de los Últimos Días desde el 15 de enero de 1815 hasta el 17 de febrero de 1905. La iglesia que él fundó, la Iglesia de Cristo (Bickertonita), es ahora el tercer movimiento más grande de los Santos de los Últimos Días.

## Historia
Bickerton nació en Kyloe, Northumberland, Reino Unido, el 15 de enero de 1815, en el seno de una familia metodista. De adulto se mudó a los Estados Unidos, donde trabajó como minero. Bickerton no pertenecía a La Iglesia de Jesucristo de los Santos de los Últimos Días durante la vida del profeta Joseph Smith. Cuando José Smith fue linchado por una multitud agitada el 27 de junio de 1844, sus seguidores discutieron sobre el líder legal de la Iglesia y el sucesor de Smith. Sidney Rigdon, uno de los colaboradores más cercanos de Smith, se consideraba el sucesor legal de Smith porque había sido el primer consejero del profeta y el único miembro sobreviviente de la Primera Presidencia. Además, afirmó que el propio Smith lo había llamado "profeta, vidente y revelador". El miembro de mayor antigüedad del Quórum de los Doce Apóstoles, Brigham Young, nuevamente consideró que Rigdon no vino a la Iglesia en primer lugar para elegir un líder, sino que el liderazgo tuvo que trasladarse temporalmente a todo el Quórum de los Doce Apóstoles.
Cuando Young se declaró oficialmente sucesor de Smith y comenzó a guiar a sus seguidores hacia el oeste, hacia el Gran Valle del Lago Salado, lo que hoy es Utah, Rigdon anunció el establecimiento de su propia iglesia, la Iglesia de Jesucristo de Sion. Bickerton se unió a un grupo dirigido por Rigdon en 1845. Rigdon quería introducir en su iglesia una conexión con la propiedad utilizada en los primeros días del movimiento de los Santos de los Últimos Días, que, sin embargo, resultó fatal. El movimiento dirigido por Rigdon se desintegró ya en 1847. Bickerton se unió a la Iglesia de Jesucristo de los Santos de los Últimos Días en 1851, pero cuando Brigham Young le pidió que aceptara el principio de la poligamia, se negó y renunció en 1852.
Bickerton declaró que  preferiría rechazar a Dios que aceptar tal principio. Bickerton comenzó a reunir a su alrededor a un grupo que mantenía vivo el mensaje de los Santos de los Últimos Días y estudiaba la Santa Biblia y el Libro de Mormón. Bickerton también dijo que vio visiones en las que Dios le pedía que predicara el Evangelio.
En 1861 Bickerton dijo que había ordenado doce hombres para ser apóstoles de acuerdo con las instrucciones de Dios, y en julio de 1862 la Iglesia de Jesucristo se llevó a cabo oficialmente en Green Oak, Pensilvania.
La Iglesia de Bickerton pronto completó su propia traducción del Libro de Mormón al italiano, y se enviaron misioneros a predicar entre los colonos italianos de la costa este. El número de miembros nacidos en Italia en la iglesia sigue siendo significativo. La iglesia también envió predicadores a los indios, inicialmente a Kansas. 
Bickerton permaneció a cargo de la iglesia que fundó hasta 1880, cuando William Cadman lo sucedió. Algunos miembros de la iglesia que vivían en Kansas acusaron a Bickerton de adulterio. Aunque Bickerton afirmó su inocencia, el consejo de gobierno de la iglesia lo declaró culpable y lo expulsó de la iglesia. En 1902 se reincorporó a la Iglesia que había fundado y siguió siendo un fiel miembro de la Iglesia hasta su muerte en enero de 1905.
Bickerton se casó con Dorothy Breminger en 1845. La pareja tuvo un hijo, James, y seis hijas: Eliza Ann, Clara Virginia, Angeline Ann, Josephine y Florence. Después de la muerte de Dorothy, Bickerton se casó con Charlotte Hibbs en 1863. Tuvieron un hijo, William Alma.